# Zbigniew Resich
Zbigniew Resich (Vienna, 30 settembre 1915 – Konstancin-Jeziorna, 19 gennaio 1989) è stato un politico, magistrato e cestista polacco.

## Carriera
Ha disputato quattro edizioni dei Campionati europei (1937, 1939, 1946, 1947) con la Polonia, vincendo la medaglia di bronzo nel 1939.